# سفر طوبيا
سفر طوبيا هو أحد أسفار الكتاب المقدس لدى المسيحيين، وهو جزء من الأسفار القانونية الثانية أي التي تعترف فيها الكنيسة الكاثوليكية والكنيسة الأرثوذكسية ولكن لا تعترف به الطوائف البروتستانتية؛ وبينما قامت الكنيسة الأرثوذكسية باعتماده منذ فجر الكنيسة، فلم يتم اعتماده في الكنيسة الكاثوليكية حتى عام 1546 خلال مجمع ترنت، ذلك بسبب النقاش الطويل حول شرعية نسبه ومكانته.
تعني كلمة طوبيا في اللغة العربية الله الطيب وهي كلمة في اللغة العبرية مكونة من قسمين، طوب وياه
إن طوبيا الذي ألف السفر بحسب التقليد الكنسي، هو من سبط نفتالي الإسرائيليين، خلال السبي إلى بابل في القرن الثامن قبل الميلاد؛ وقد أشار مجمع قرطجنة في قانونه عدد 27 إلى كون السفر المذكور قانونيًا، واستشهد به عدد من آباء الكنيسة، أمثال البابا كيرلس الأول، كليمنت الروماني وأوريجانوس.
وبحسب السفر، فإن كاتبه قد دونه بناءً على وحي تلقاه من الملاك رفائيل،
ولا يعتبر هذا السفر مقدسًا لدى الديانة اليهودية، رغم أنه يتحدث عن مجتمع يهودي؛ وقد انتشر في مصر بشكل كبير، خلال القرن الثاني قبل الميلاد، لاسيّما في الإسكندرية.

## حياة المؤلف
ما نعرفه عن حياة المؤلف يأت بشكل رئيسي مما ذكره عن سيرته خلال السفر ذاته، فهو رجل يتبع الديانة اليهودية وقد تم سبيه خلال سبي بابل مع كثير من أبناء قومه، حيث عاشوا كعبيد وفي ظروف قاسية هناك، ويبدو أن طوبيا المسبي لم يقطع أمله برحمة الله، إذ استمر بتقديم التضرعات الصلوات له، متأكدًا أن الله فعل بشعبه هكذا لخطاياهم ومعاصيهم، وكان طوبيا يهتم أيضًا بتوزيع المساعدات على الفقراء ودفن الموتى منهم وفقًا للشريعة اليهودية؛ وبحسب السفر أيضًا فقد ظهر الملاك عندما كان طوبيا على ضفاف نهر دجلة يغسل قدميه، كما كانت لرعوئيل المدياني ابنة قد تزوجت سبعة رجال لكن الشيطان كان يقتلهم دومًا في اليوم الأول من الزفاف، لكن سارة صلت إلى الله وقام الملاك بمجموعة طقوس مذكورة في السفر لإنقاذ سارة وزوجها الجديد من تسلط الشيطان، وبحسب السفر فإن ملاك الرب استطاع ذلك.

## التكوين

### التاريخ

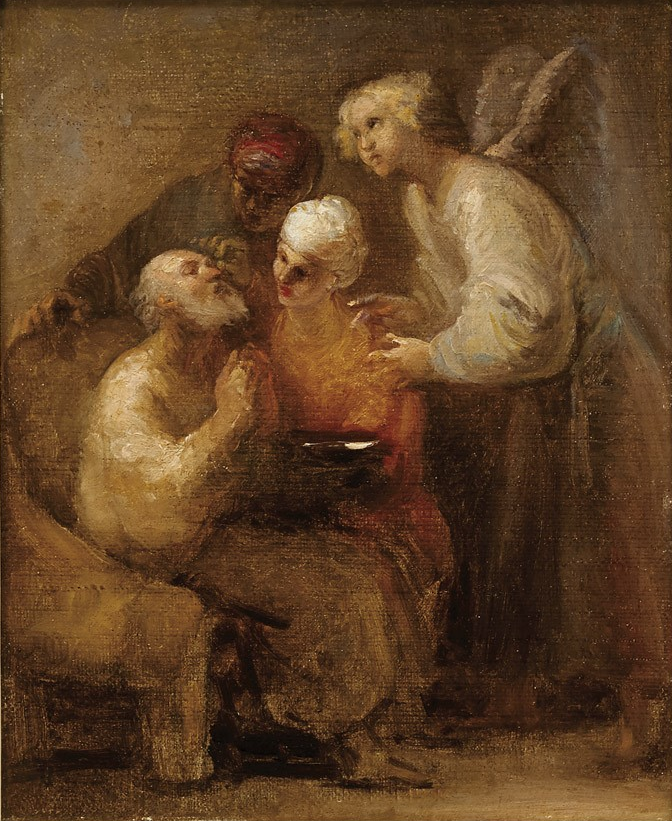
توبياس يشفي والده طوبيا من العمى، لدومينغوس سكويرا

تدور أحداث القصة في السفر في القرن الثامن قبل الميلاد. ومع ذلك، هناك عدد من الأخطاء التاريخية (وفقا لميلر، على الرغم من أن البعض قد يختلف مع ذلك) مما يستبعد كون التأليف معاصر لتلك الفترة، ومعظم العلماء الآن يؤرخون تكوين السفر للفترة بين 225 و175 قبل الميلاد.

### الموقع الجغرافي
لا يوجد إجماع حول مكان التكوين، و«كل منطقة تقريبا من العالم القديم يبدو أنها مرشحة». يبدو كون الأصل من بلاد الرافدين منطقيا بالنظر إلى أن القصة تدور في آشور وبلاد فارس. ولكن أخطاء كبيرة في التفاصيل الجغرافية (مثل المسافة من إكباتان إلى الري والتضاريس) تجعل هذا الأصل مشكوك فيه. توجد أيضا حجج ضد ولصالح كون التكوين كان في يهودا أو مصر.

## غاية السفر وأحداثه
بحسب المعتقدات المسيحية فإن السفر مليء بالرموز ولا يجب أن يؤخذ بشكل حرفي، وغايته بشكل أساسي تبيان أن الصدقات المقدمة مقبولة لدى الله، وأن الزواج لا يقف فقط عند حدود الممارسة الجنسية بل يتعداه لما هو مقدّس وأسمى.
يقول الباحث والأب بولس فغالي عن سفر طوبيا:
| سفر طوبيا | ولكن الله لا يعمل بيده، بل بواسطة الملائكة الذين ينفّذون مقاصده. فسفر طوبيا هو الشاهد لنمو هذا الاعتقاد بالملائكة في ايام المنفى وبتأثير الفرس. لقد تكاثر الملائكة، واتخذوا أسماء ووظائف خاصة بهم. اما هنا، فاتخذ الملاك صورة الإنسان لئلا يفرض الله عمله على حرية الإنسان. بل تركه يتوجه حسب طبيعته وكأن ذلك الملاك الذي انتحل صفة عزريا هو واحد من بني إسرائيل. واعطى طوبيط نصائح لابنه تساعده على سلوك يرضي الله. قال له في المرة الاولى (4: 3- 21): اذكر الرب جميع أيامك، ولا ترضَ بان تخطأ وتتعدى وصاياه. | سفر طوبيا |

## سفر طوبيا في الفن

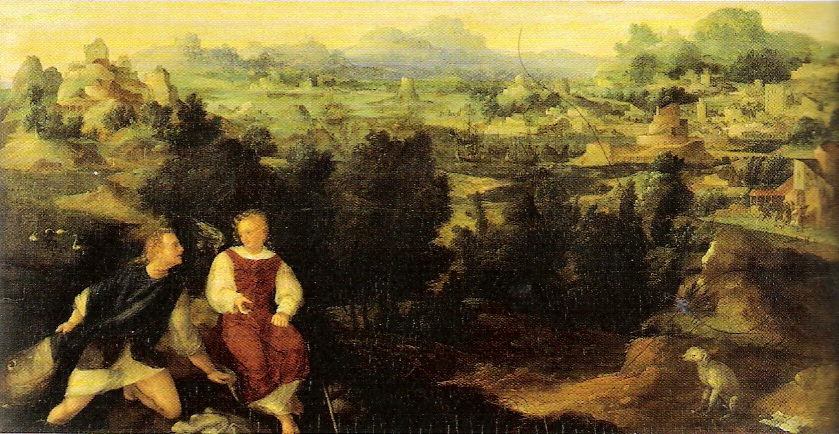
اصطياد السمكة على ضفاف نهر دجلة؛ لوحة لجان فان سكرول.
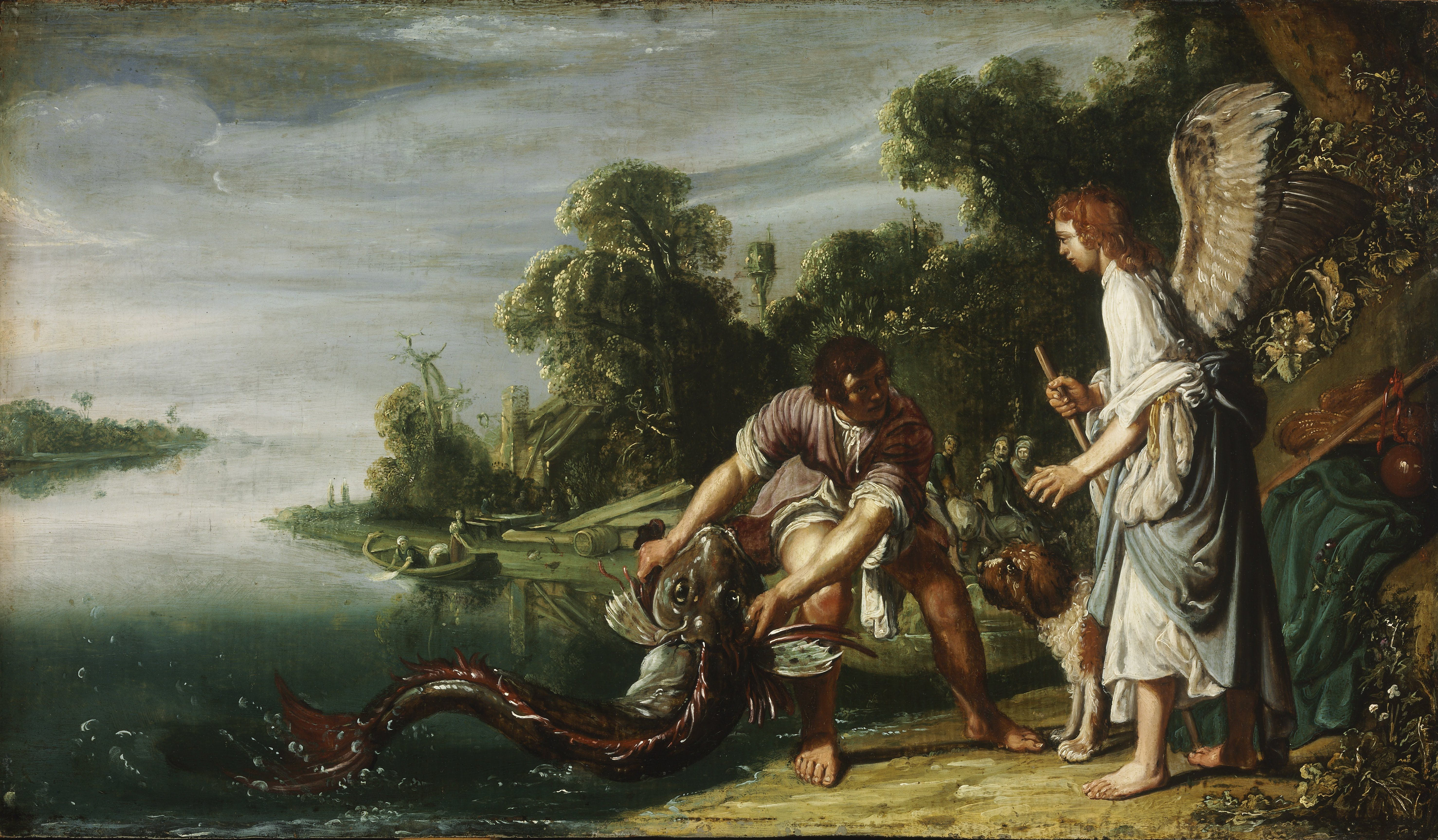
اصطياد السمكة الكبيرة على ضفاف نهر دجلة، لوحة لبيتر لاستمان.
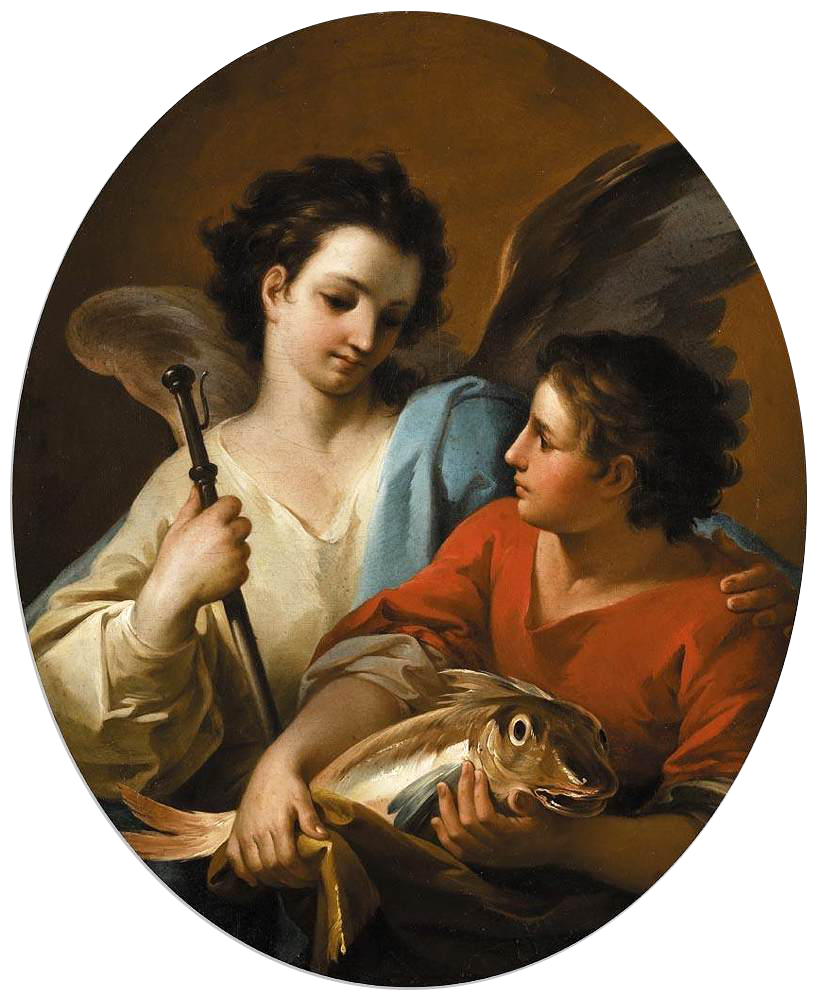
طوبيت وقد أمسك السمكة، ويظهر قربة الملاك رفائيل لوحة الفنان كورادو جيكونتو.
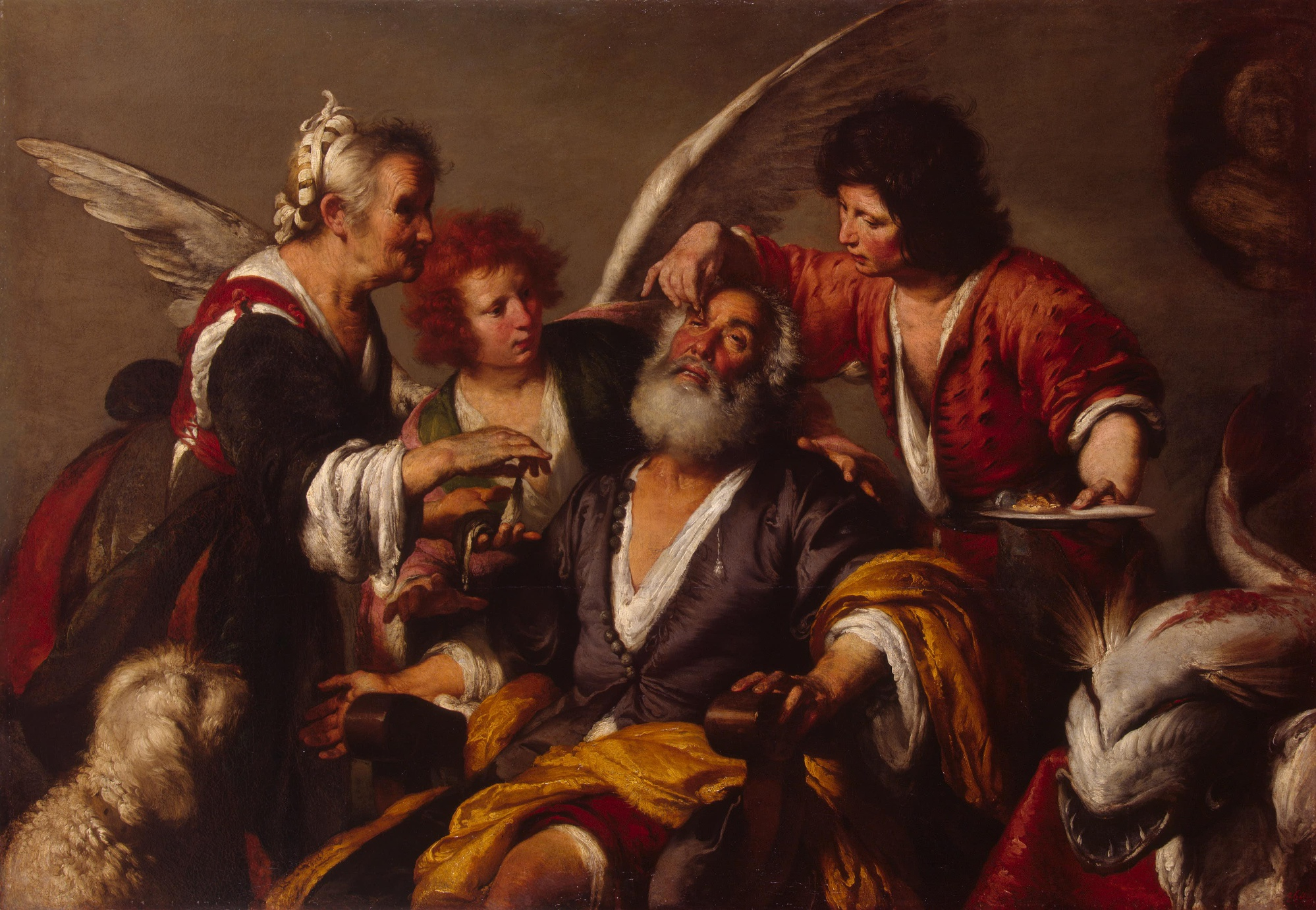
إخراج قشور من عيني طوبيت كانت تسببت في فقده لبصره، لوحة الفنان الهولندي رمبرانت.

## وصلات خارجية
- Wikisource Book of Tobit (KJV Apocrypha)
- The Book of Tobit Full text from St-Takla.org (متوفر بالعربية)
- World Wide Study Bible: Tobit
- 2012 Critical Translation with Dramatized Audio Version (Tobi)
- Milbank، Alison؛ Talbert, Andrew (2010). "Tobit". Bibledex: Deuterocanonical Books. Brady Haran for the جامعة نوتنغهام. مؤرشف من الأصل في 2019-05-10.
- Tobit public domain audiobook at LibriVox Various versions
- "Tobit, Book of" . New International Encyclopedia. 1905. {{استشهاد بموسوعة}}: يحتوي الاستشهاد على وسيط غير معروف وفارغs: |HIDE_PARAMETER15=، |HIDE_PARAMETER13=، |HIDE_PARAMETER2=، |HIDE_PARAMETER21=، |HIDE_PARAMETER32=، |HIDE_PARAMETER30=، |HIDE_PARAMETER29=، |HIDE_PARAMETER14=، |HIDE_PARAMETER17=، |HIDE_PARAMETER20=، |HIDE_PARAMETER5=، |HIDE_PARAMETER19=، |HIDE_PARAMETER26=، |HIDE_PARAMETER3=، |HIDE_PARAMETER16=، |HIDE_PARAMETER4=، |HIDE_PARAMETER10=، |HIDE_PARAMETER25=، |HIDE_PARAMETER33=، |HIDE_PARAMETER31=، |HIDE_PARAMETER18=، |HIDE_PARAMETER24=، |HIDE_PARAMETER22=، |HIDE_PARAMETER11=، |HIDE_PARAMETER1=، |HIDE_PARAMETER23=، |HIDE_PARAMETER28=، |HIDE_PARAMETER27=، و|HIDE_PARAMETER12= (مساعدة)